# Parque nacional de Quissama
El parque Nacional de Quissama (también escrito como Quiçama y Kissama) es un parque nacional situado en la provincia de Luanda, en el noroeste de Angola, aproximadamente a 70 kilómetros de la ciudad de Luanda. Cuenta con una superficie de 990.000 ha, por lo que es uno de los más grandes del mundo. Limita al oeste con el Océano Atlántico, con más de 120 km de costa, el río Cuanza al norte y el río Longa al sur.

## Historia
Fue declarado como tal el 11 de diciembre de 1957 con una superficie de 960 km ² y planteado com reserva de caza.

## Fauna
Dispone de una gran riqueza de la fauna: elefantes, Gunga, Pacaca (búfalo de agua), nunces, Golungo, jabalíes, monos, palanca roja, venado, manatí, talapoim y tortugas marinas.

## Humedal
En la temporada de lluvias cientos de pájaros acuden a la zona: flamencos, garzas, pelícanos, patos silvestres, gaviotas, águilas y cuervos.

## Vegetación
La vegetación varía mucho entre las zonas cercanas al río Cuanza y el interior del Parque con bosque de miombo y arbusto denso, sabana arbolada y grandes zonas herbosas.

## Fundación Kissama
Los objetivos de la Fundación Kissama son la defensa, la conservación, el desarrollo y el equilibrio de la flora y la fauna de Angola, su diversidad y proyectos de estudio e investigación, para las escuelas o universidades, la defensa de la relación del hombre con la naturaleza y el entorno ecológico de Ango.
Cuenta con el apoyo de la Universidad de Pretoria.